# Alfredalcockia malabarica
Alfredalcockia malabarica is een krabbensoort uit de familie van de Epialtidae. De wetenschappelijke naam van de soort werd in 1895 gepubliceerd door Alfred William Alcock.